# The College Dropout
The College Dropout je debutové album amerického rappera a hudebního producenta Kanye Westa, které bylo vydáno v roce 2004 u nahrávacích společností Roc-A-Fella Records a Def Jam Recordings. Deska obdržela dvě ceny Grammy Award v kategoriích Nejlepší rapové album a Nejlepší rapová píseň za singl "Jesus Walks". Časopis Rolling Stone zařadil desku do žebříčku nejlepších desek roku 2004 a magazín Spin ji ve stejném žebříčku zařadil na 1. místo.

## O albu
Kanye West jako hudební producent prorazil již roku 2000, kdy začal nahrávat skladby pro umělce z Roc-A-Fella Records, kterým vévodil rapper Jay-Z. Po vybudování si renomé jako producent však toužil být i rapperem, nicméně nahrávací společnosti ho odmítaly, jelikož odmítl rapovat v tehdy dominujícím mainstreamovém žánru gangsta rap, s tím ho odmítli například u Capitol Records. Brzy poté ho jako producenta upsal Damon Dash k Roc-A-Fella Records.
V roce 2002 přežil dopravní nehodu, při které si rozdrtil čelist. Později téhož roku ho tyto události přiměly nahrát píseň "Through The Wire", která mu otevřela cestu k nahrání alba. The College Dropout se začal nahrávat ve studiu The Record Plant v Los Angeles, ale produkce pocházela z různých zdrojů. V polovině roku 2003 bylo album hotové a okamžitě uniklo na internet, a to měsíc před oficiálním datem vydání v srpnu 2003. West se rozhodl nahrávky změnit, některé zremixoval, jiné zremastroval, dalším přidal sloky a některé zcela změnil. Nově stvořené album i proto bylo vydáno až v únoru 2004.

### Singly
Prvním singlem byla píseň "Through the Wire", která byla vydána v září 2003. Ta vstoupila do žebříčku Billboard Hot 100 na 94. příčce a v únoru 2004 dosáhla 15. příčky. Úspěchu dosáhla i ve Spojeném království, kde se umsíitla na 9. příčce v UK Singles Chart.
Druhý singl "Slow Jamz" byl společným singlem s rapperem Twista, který ho měl i na svém albu Kamikaze, píseň se vyšplhala až na první příčku žebříčku.
Třetí singl "All Falls Down" vstoupil do žebříčku na desáté pozici a postupně se vyšplhal na sedmou. V USA se ho prodalo přes 500 000 kusů a získal certifikaci zlatý singl.
Čtvrtý singl "Jesus Walks" se v USA umístil na 11. příčce, ve Spojeném království poté na 16. příčce. I tento singl dosáhl certifikace zlatý singl.
Pátý singl "The New Workout Plan" již v žebříčcích nezabodoval.

## Po vydání
Album debutovalo na 2. příčce v žebříčku Billboard 200 s 441 000 prodanými kusy v první týden prodeje v USA. O druhý týden se prodalo 196 000 ks, ve třetí poté dalších 132 000 ks. V dubnu 2004 získalo album certifikaci platinová deska od společnosti RIAA. Dne 30. června získalo certifikaci 2x platinová deska. Celkem se v USA prodalo 3,3 milionů kusů, celosvětově poté přes 4 miliony kusů.

## Seznam skladeb
| Pořadí         | Název                                                   | Hudba                          | Délka |
| -------------- | ------------------------------------------------------- | ------------------------------ | ----- |
| 1.             | Intro                                                   | Kanye West                     | 0:19  |
| 2.             | We Don't Care                                           | Kanye West                     | 3:59  |
| 3.             | Graduation Day                                          | Kanye West                     | 1:22  |
| 4.             | All Falls Down (ft. Syleena Johnson)                    | Kanye West                     | 3:43  |
| 5.             | I'll Fly Away                                           | Kanye West                     | 1:09  |
| 6.             | Spaceship (ft. GLC & Consequence)                       | Kanye West                     | 5:24  |
| 7.             | Jesus Walks                                             | Kanye West                     | 3:13  |
| 8.             | Never Let Me Down (ft. Jay-Z & J. Ivy)                  | Kanye West                     | 5:24  |
| 9.             | Get Em High (ft. Talib Kweli & Common)                  | Kanye West                     | 4:49  |
| 10.            | The Workout Plan                                        | Kanye West                     | 3:46  |
| 11.            | The New Workout Plan                                    | Kanye West                     | 5:22  |
| 12.            | Slow Jamz (ft. Twista & Jamie Foxx)                     | Kanye West                     | 5:16  |
| 13.            | Breathe In Breathe Out (ft. Ludacris)                   | Kanye West, Brian Miller (co.) | 4:06  |
| 14.            | School Spirit (Skit 1)                                  |                                | 1:18  |
| 15.            | School Spirit                                           | Kanye West                     | 3:02  |
| 16.            | School Spirit (Skit 2)                                  |                                | 0:43  |
| 17.            | Lil Jimmy (Skit)                                        |                                | 0:53  |
| 18.            | Two Words (ft. Mos Def, Freeway & Boys Choir of Harlem) | Kanye West                     | 4:26  |
| 19.            | Through the Wire                                        | Kanye West                     | 3:41  |
| 20.            | Family Business                                         | Kanye West                     | 4:38  |
| 21.            | Last Call                                               | Kanye West                     | 12:40 |
| Celková délka: | Celková délka:                                          | Celková délka:                 | 76:13 |

### Samply
- "We Don't Care" obsahuje části písně "I Just Wanna Stop" od The Jimmy Castor Bunch.
- "All Falls Down" obsahuje části písně "Mystery of Iniquity" od Lauryn Hill.
- "Spaceship" obsahuje části písně "Distant Lover" od Marvin Gaye.
- "Jesus Walks" obsahuje části písní "Walk With Me" od The ARC Choir a "(Don't Worry) If There's a Hell Below, We're All Going to Go" od Curtis Mayfield.
- "Never Let Me Down" obsahuje části písní "Maybe It's the Power of Love" od Blackjack a "Hovi Baby (Remix)" od Jay-Z.
- "Slow Jamz" obsahuje části písně "A House is Not a Home" od Luther Vandross.
- "Breathe In Breathe Out" obsahuje části písně "Precious Precious" od Jackie Moore.
- "School Spirit" obsahuje části písně "Spirit in the Dark" od Aretha Franklin.
- "Two Words" obsahuje části písně "Peace & Love (Amani Na Mapenzi) – Movement III (Time)" od Mandrill.
- "Through the Wire" obsahuje části písně "Through the Fire" od Chaka Khan.
- "Family Business" obsahuje části písně "Ambitionz Az a Ridah" od 2Pac.
- "Last Call" obsahuje části písně "Mr. Rockefeller" od Bette Midler.

## Mezinárodní žebříčky
| Hitparáda                 | Umístění |
| ------------------------- | -------- |
| Francie                   | 98       |
| Německo                   | 77       |
| Švédsko                   | 39       |
| UK Albums Chart           | 12       |
| US Billboard 200          | 2        |
| US Top R&B/Hip-Hop Albums | 1        |
| US Top Rap Albums         | 1        |